# Ali Tayik
Ali Tayik (1 de agosto de 1976) es un deportista iraní que compitió en taekwondo. Ganó una medalla en el Campeonato Mundial de Taekwondo de 2005, y dos medallas en el Campeonato Asiático de Taekwondo en los años 1998 y 2002.

## Palmarés internacional
| Campeonato Mundial  | Campeonato Mundial           | Campeonato Mundial | Campeonato Mundial |
| Año                 | Lugar                        | Medalla            | Categoría          |
| ------------------- | ---------------------------- | ------------------ | ------------------ |
| 2005                | Madrid (España)              | Medalla de plata   | –78 kg             |
| Campeonato Asiático |                              |                    |                    |
| Año                 | Lugar                        | Medalla            | Categoría          |
| 1998                | Ciudad Ho Chi Minh (Vietnam) | Medalla de plata   | –76 kg             |
| 2002                | Amán (Jordania)              | Medalla de bronce  | –84 kg             |